# Pleopeltis distans
Pleopeltis distans là một loài dương xỉ trong họ Polypodiaceae. Loài này được Vorosch. mô tả khoa học đầu tiên năm 1985.
Danh pháp khoa học của loài này chưa được làm sáng tỏ. 